# Mesosemia putli
Mesosemia putli is een vlindersoort uit de familie van de prachtvlinders (Riodinidae), onderfamilie Riodininae.
Mesosemia putli werd in 1913 beschreven door Adalbert Seitz.